# バーゼル製紙印刷博物館

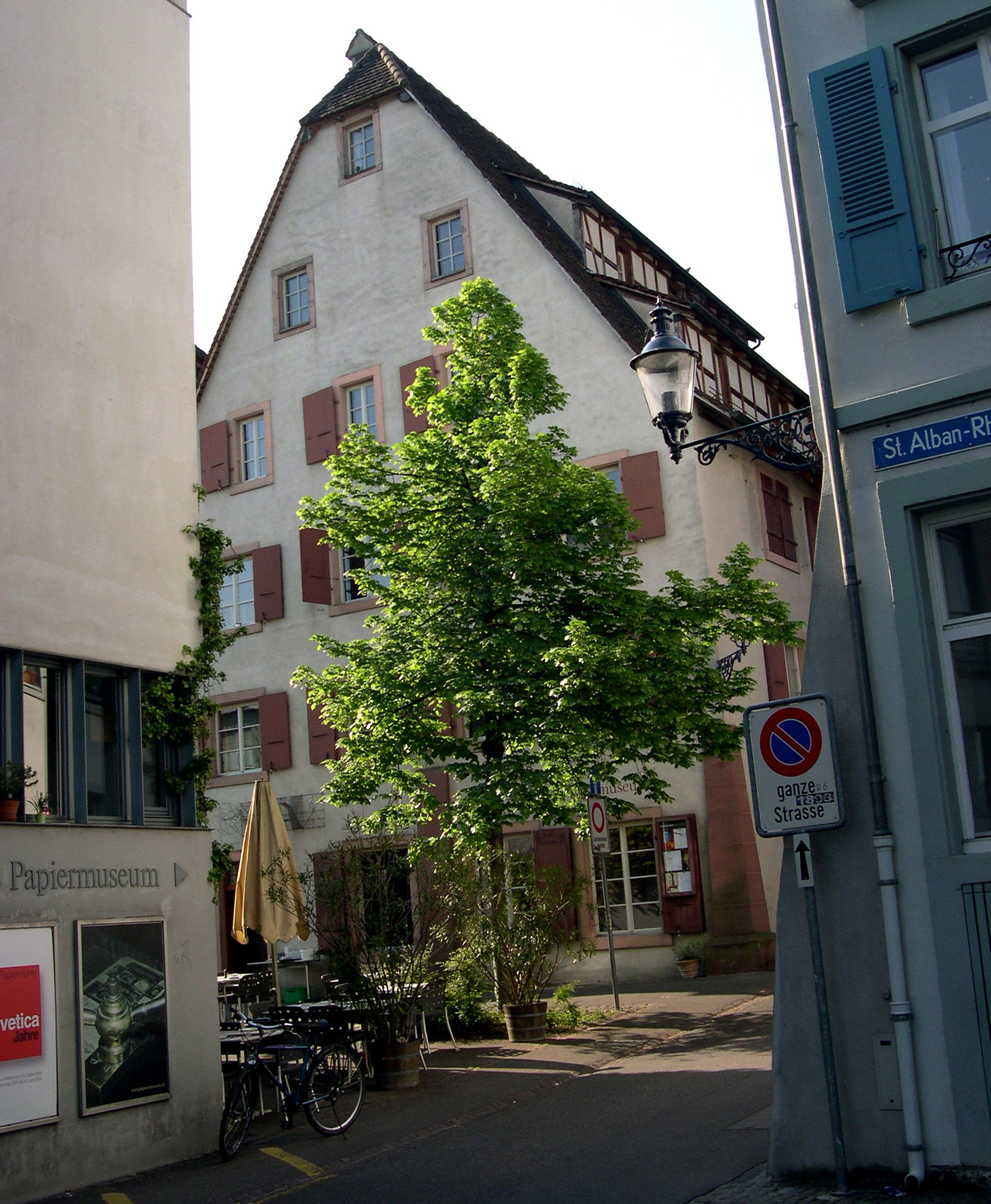
Basel Paper Mill, Basel

バーゼル製紙印刷博物館（独語：Basler Papiermühle　英語：Basel Paper Mill）は、スイス、バーゼル・シュタット準州の州都、バーゼルにある製紙と印刷のテーマ博物館である。
バーゼルの町中を流れるライン川の左岸、聖アルバン地区にあり、約500年前に水車小屋として利用されていた建物を博物館として利用している。館内は紙の製造や製本など、紙とその関連分野の歴史を展示。15世紀当時の活版印刷の機械を使い、印刷の実演も行われている。また、中世の製紙職人になった気分で紙漉きを体験することができる。
中世、聖アルバン地区には10を数える水車があった。12世紀に聖アルバン修道院が、製粉用の水車を動かすために運河を引いたことによる。15世紀に商人が水車を買い取り、製紙業をはじめた。その後16世紀～17世紀にかけて、バーゼルは中央ヨーロッパにおける印刷の中心地となった。